# Чемоданова, Юлия Викторовна
Ю́лия Ви́кторовна Чемода́нова (урожд. Гузиёва, род. 18 декабря 1988, Степногорск, Казахская ССР, СССР) — российская кёрлингистка, мастер спорта России международного класса, чемпионка Европы 2016, чемпионка России 2017.
Начала заниматься кёрлингом в 2006 году в Калининграде. Играет на позиции первого номера (свипера).
Участница турнира женских команд на зимних Олимпийских играх 2018 (9 место; в составе команды «Олимпийские спортсмены из России, ОСР»).
В 2021 вышла замуж, изменила фамилию на Чемоданова.

## Клубная карьера
- 2006—2010 — отделение кёрлинга МАУ ДО ДЮСШ по хоккею с шайбой
- 2010—2014 — «Альбатрос» (Калининград)
- с 2015 — Краснодарский край (Сочи).

## Достижения

### Со сборными
- Бронзовый призёр чемпионата мира 2018;
- Чемпионка Европы 2016;
- Бронзовый призёр финального этапа Кубка мира по кёрлингу 2018/2019.
- Победитель розыгрыша Суперкубка России 2016 в составе команды В. Моисеевой[4].

### С клубами
- Чемпионка России 2017;
  - Трёхкратный серебряный (2014, 2016, 2019) и трёхкратный бронзовый (2012, 2013, 2015) призёр чемпионатов России (в 2012—2014 — в составе «Альбатроса», в 2015 и 2016 — в составе Краснодарского края)[5].
- Серебряный призёр Кубка России по кёрлингу среди женщин 2013.
- Бронзовый призёр Кубка России по кёрлингу среди женщин 2024.
- Бронзовый призёр Кубка России по кёрлингу среди смешанных команд 2010.

## Команды
| Год  | Турнир                                                        | Команда                   | Игроки                                                                                                   | Тренер                      |
| ---- | ------------------------------------------------------------- | ------------------------- | --- | --------------------------- |
| 2009 | Чемпионат России (14 место)                                   | «Янтарь» (Калининград)    | Алиса Трегуб (4-я), Юлия Гузиёва, Галина Бралюк (скип), Сусанна Гефель                                   |                             |
| 2010 | Чемпионат России (14 место)                                   | «Янтарь» (Калининград)    | Алиса Трегуб (4-я), Галина Бралюк (скип), Юлия Портунова, Юлия Гузиёва, Сусанна Гефель                   |                             |
| 2010 | Кубок России по кёрлингу среди смешанных команд 2010          | «Альбатрос» (Калининград) | Виталий Карпинский (4-й), Юлия Гузиёва, Сергей Беланов (скип), Сусанна Гефель, запасной: Леонид Ривкинд  |                             |
| 2011 | Кубок России по кёрлингу среди женщин 2011 (5 место)          | «Альбатрос» (Калининград) | Ольга Жаркова, Юлия Портунова, Алиса Трегуб, Юлия Гузиёва, Екатерина Шарапова                            |                             |
| 2012 | Чемпионат России                                              | «Альбатрос» (Калининград) | О.Жаркова, Ю.Портунова, А.Трегуб, Ю.Гузиёва, Е.Шарапова                                                  | С.Беланов                   |
| 2013 | Чемпионат России                                              | «Альбатрос» (Калининград) | О.Жаркова, А.Трегуб, Ю.Гузиёва, Е.Шарапова, Ю.Портунова                                                  | С.Беланов                   |
| 2013 | Кубок России по кёрлингу среди женщин 2013                    | «Альбатрос» (Калининград) | Ольга Жаркова, Юлия Портунова, Алиса Мирошниченко, Юлия Гузиёва, Екатерина Шарапова                      |                             |
| 2014 | Чемпионат России                                              | «Альбатрос» (Калининград) | О.Жаркова, А.Мирошниченко (Трегуб), Ю.Гузиёва, Е.Шарапова, Ю.Портунова                                   | С.Беланов                   |
| 2015 | Чемпионат России                                              | Краснодарский край (Сочи) | О.Жаркова, Ю.Гузиёва, Ю.Портунова, Г.Арсенькина                                                          | С.Беланов                   |
| 2016 | Чемпионат России                                              | Краснодарский край (Сочи) | О.Жаркова, Ю.Гузиёва, Ю.Портунова, Г.Арсенькина                                                          | С.Беланов                   |
| 2016 | Суперкубок России                                             | Команда В.Моисеевой       | В.Моисеева, У.Васильева, Г.Арсенькина, Ю.Гузиёва, Ю.Портунова                                            | С.Беланов                   |
| 2016 | Чемпионат Европы                                              | Сборная России            | В.Моисеева, У.Васильева, Г.Арсенькина, Ю.Гузиёва, Ю.Портунова                                            | С.Беланов                   |
| 2017 | Арктический кубок по кёрлингу 2017                            | Команда В. Моисеевой      | В. Моисеева, У. Васильева, Г. Арсенькина, Ю. Гузиёва, Ю. Портунова                                       | С. Беланов                  |
| 2018 | Зимние Олимпийские игры 2018 (9 место)                        | Сборная России            | В. Моисеева, У. Васильева, Г. Арсенькина, Ю. Гузиёва, Ю. Портунова                                       | С. Беланов                  |
| 2018 | Чемпионат мира среди женщин                                   | Сборная России            | В.Моисеева, Ю. Портунова, Г.Арсенькина, Ю. Гузиёва, Анна Сидорова                                        | С. Беланов                  |
| 2019 | Чемпионат России                                              | Краснодарский край 1      | Юлия Портунова (4-й), Ольга Жаркова (скип), Галина Арсенькина, Юлия Гузиёва, Наталья Налимова            |                             |
| 2021 | Чемпионат России                                              | Краснодарский край 1      | Анна Сидорова (скип), Людмила Прививкова, Софья Ткач, Юлия Чемоданова, запасной: Наталья Налимова        | Е.А. Жиделев                |
| 2021 | Кубок России (5 место)                                        | Краснодарский край 1      | Ольга Жаркова (скип), Людмила Прививкова, Наталья Налимова, Юлия Чемоданова, запасной: Екатерина Глебова | Е.А. Жиделев, Н.Д. Игнатков |
| 2022 | Кубок России (10 место)                                       | Краснодарский край 1      | Ольга Жаркова (скип), Юлия Портунова, Ирина Полетаева, Юлия Чемоданова                                   | Е.А. Жиделев                |
| 2023 | Чемпионат России (7 место)                                    | Краснодарский край 1      | Ольга Жаркова (скип), Юлия Портунова, Ирина Полетаева, Юлия Чемоданова                                   | Е.А. Жиделев, Е.И. Азимова  |
| 2023 | Чемпионат России по кёрлингу среди смешанных команд (5 место) | Краснодарский край        | Дмитрий Миронов (скип), Юлия Портунова, Артур Али, Юлия Чемоданова                                       | А.С. Козырев, Е.А. Жиделев  |
| 2024 | Кубок России                                                  | Краснодарский край 1      | Ольга Жаркова (скип), Юлия Ермакова, Людмила Прививкова, Юлия Чемоданова, запасной: Ирина Ткач           | Е.А. Жиделев, Д.А. Миронов  |
| 2025 | Чемпионат России (4 место)                                    | Краснодарский край 1      | Ольга Жаркова (скип), Юлия Ермакова, Людмила Прививкова, Юлия Чемоданова, запасной: Кира Нестеренко      | Е.А. Жиделев, Д.А. Миронов  |